# سد کاماندودریف
سد کاماندودریف (به لاتین: Kommandodrif Dam) یک سد در آفریقای جنوبی است که در Near Cradock, Eastern Cape واقع شده‌است.